# Ґдешинські
Ґдешинські гербу Ґоздава (пол. Gdeszyńscy) — шляхетський рід Королівства Польського. Прізвище походить від назви села Ґдешин (нині Ґміна Мьончин) — їхнього дідичного володіння.

## Представники
Був представлений, зокрема, у Белзькому воєводстві.
- Павел — згаданий 1539 року, коли відписував шваґру Бартошові Казановському, луківському земському судді, свої частини у маєтку Жеплін (пол. Rzeplin).
- Катажина — дружина Яна Собеського (1518/20—1564).
- Марек (пом. 1649) — ротмістр, брав участь у битві під Зборовом, облозі Збаража, посідав тенуту Вишенську та інші королівщини[2]
- Марек — ротмістр Й, К. М., Таборівський староста, після повернення 1651 року з полону в Криму продав Станіславу Вижицькому маєток Таборів[3].
- Стефан — вояк.